# Bori Réka
Bori Réka (Budapest, 1991. december 19. –) magyar színésznő.

## Életpályája
Győrszemerén nőtt fel. 2006–2010 között a győri Révai Miklós Gimnázium tanulója volt. A Budapesti Corvinus Egyetem, valamint a Pesti Broadway Stúdió tanulója volt (2010–2013). 2014–2019 között a Színház- és Filmművészeti Egyetem hallgatója volt, zenés színész szakon. 2019-től rendszeresen szerepel a Győri Nemzeti Színházban, és a 2020–2021-es évadtól a Kecskeméti Katona József Nemzeti Színházban is.

## Fontosabb színpadi szerepei
- Carlo Gozzi: A kígyóasszony ...Canzade
- Móricz Zsigmond: Pillangó ...Hitves Zsuzsika
- Nóti Károly: Nyitott ablak ...Mariska
- Székely Csaba: Bányavakság ...Izabella
- Lajtai Lajos – Békeffi István: A régi nyár ...Zsuzsi, Mária lánya
- Szilágyi Eszter Anna: Nyíregyháza utca ...Lola
- Huszka Jenő: Mária Főhadnagy ...Mária
- Menchell – Wildhorn: Bonnie és Clyde ...Blanche Barrow
- Bernstein – Sondheim: West Side Story ...Rosalia
- Geszti – Monori – Tasnádi: Ezeregy éjszaka (2023) ...Jázmin hercegnő
- Lévay Szilveszter – Michael Kunze: Elisabeth ...Elisabeth (2019/2020)

### Kecskeméti Katona József Nemzeti Színház
- Eisemann – Békeffi – Halász: Egy csók és más semmi (2021) ... Annie
- Lévay Szilveszter – Michael Kunze: Elisabeth (2021) ... Elisabeth
- Brammer – Kálmán – Grünwald: A cirkuszhercegnő (2022) ...Fedora hercegnő
- Jókai Mór – Juhász Levente – Szente Vajk – Galambos Attila: Kőszívű (2022) ...Plankenhorst Alfonsine
- Lehár Ferenc: Luxemburg grófja (2023) ...Angèle Didier, színésznő
- Szikora Róbert – Lezsák Sándor: Az Ég tartja a Földet (2023) ...Erzsébet
- Patricia Highsmith: A tehetséges Mr. Ripley (2023) ...Marge Sherwood
- Anton Pavlovics Csehov: Három nővér (2024) ...Olga
- Kovács Lehel – Tóth Kata: Felhangolva (2024) ...Szereplő
- Szép Ernő: Lila ákác (2024) ...Tóth Manci táncosnő
- Bródy Miksa - Martos Ferenc - Böhm György - Korcsmáros György: Leányvásár (2024) ...Lucy, Harrisonék lánya
- Agatha Christie: Az Ackroyd-gyilkosság (2025) ...Ursula Bourne

### Győri Nemzeti Színház
- Lévay Szilveszter – Michael Kunze: Elisabeth (2019) ...Elisabeth
- Jávori Ferenc Fegya – Miklós Tibor – Kállai István – Böhm György: Menyasszonytánc (2020) ...Patkós Rózsi
- Ödön von Horváth: A végítélet napja (2022) ...Anna
- Lionel Bart: Oliver (2022) ...Nancy

## Filmes és televíziós szerepei
- Tóth János (2017) ...Várandós páciens
- Mellékhatás (2020) ...Szántó Júlia
- …a szomszéd tehene (2024) ...Brandy